# 雍寧
雍寧（ようねい）は、西夏の崇宗の治世で用いられた元号。1114年 - 1118年。

## 西暦・干支との対照表
| 雍寧 | 元年   | 2年    | 3年    | 4年    | 5年    |
| 西暦 | 1114年 | 1115年 | 1116年 | 1117年 | 1118年 |
| 干支 | 甲午   | 乙未   | 丙申   | 丁酉   | 戊戌   |